# Microdymasius angustatus
Microdymasius angustatus är en skalbaggsart som först beskrevs av Maurice Pic 1925.  Microdymasius angustatus ingår i släktet Microdymasius och familjen långhorningar. Inga underarter finns listade i Catalogue of Life.